# Steve Vaillancourt
John Steven Vaillancourt (1 tháng 12 năm 1951 – 27 tháng 3 năm 2017) là một chính khách người Mỹ với tư cách là thành viên đảng Cộng hòa của Hạ viện New Hampshire. Ông đại diện cho Khu vực 15 của Quận Hillsborough, thành phố Manchester Phường 8. Ông phục vụ từ năm 1996-2014 và từ năm 2016 cho đến khi qua đời. Ông từng là thành viên của Đảng Dân chủ, Đảng Tự do, và sau đó là Đảng Cộng hòa. Vaillancourt cũng từng là người dân ủy viên Manchester cho Phường 8 từ năm 1999 đến năm 2001 khi phục vụ trong Hạ viện Tiểu bang.

## Đầu đời, giáo dục và sự nghiệp chính trị ban đầu
Vaillancourt sinh ra ở Middlebury, Vermont, và lớn lên ở vùng Champlain Valley của Vermont. Ông theo học trường trung học Vergennes Union ở Vergennes, Vermont. Ông đã tốt nghiệp summa cum laude từ Đại học Bang Plymouth với bằng B.A. về Lịch sử năm 1974. Khi ở Plymouth, ông là phát thanh viên phát thanh của nhiều môn thể thao, đưa các bình luận và lịch sử thể thao vào các chương trình phát sóng của mình. Ông là giám đốc thể thao của đài WPCR.

## Đời tư
Vaillancourt sống ở Manchester, New Hampshire. Năm 1992 và 1993, ông sống ở Berlin thời hậu cộng sản để học về thống nhất nước Đức. Ông thường đến thăm Canada để quan sát chính trị của Montreal.  Ông công khai là người đồng tính.
Vaillancourt có một thành tích tham dự ủy ban hoàn hảo, vì vậy người ta nhận thấy rằng ông đã không xuất hiện tại cơ quan lập pháp vào ngày 22 tháng 3 năm 2017. Không thể liên lạc được qua điện thoại. Một người nào đó ngay lập tức điều tra ngôi nhà ở Manchester của ông và phát hiện ra rằng ông đã chết. Ngày chính xác và nguyên nhân cái chết vẫn chưa được biết.